# Championnat d'Autriche de hockey sur glace 1990-1991
Saison précédente Saison suivante
Le championnat 1990-1991 de hockey sur glace d'Autriche est remporté par l'EC Klagenfurt AC.

## Saison régulière
Classement
| Place | Équipe        | PJ | V  | D  | +/-     | Pts |
| ----- | ------------- | -- | -- | -- | ------- | --- |
| 1     | ATSE Graz     | 30 | 23 | 7  | 171:110 | 46  |
| 2     | EC VSV        | 30 | 19 | 11 | 137:105 | 38  |
| 3     | Wiener EV     | 30 | 18 | 12 | 131:136 | 36  |
| 4     | VEU Feldkirch | 30 | 14 | 16 | 133:130 | 28  |
| 5     | EC KAC        | 30 | 11 | 19 | 111:132 | 22  |
| 6     | EV Innsbruck  | 30 | 5  | 25 | 92:162  | 10  |

## Séries éliminatoires

### Quarts de finale
- ATSE Graz (1) - VEU Feldkirch (4): 1:3 (2:4, 3:6, 3:2, 3:10)
- EC VSV (2) - EC KAC (5): 0:3 (2:4, 3:4, 3:6)
- Wiener EV (3) - EV Innsbruck (6): 3:2 (9:1, 3:6, 4:1, 4:5, 5:3)

### Repêchage
| Place | Équipe       | PJ | V | D | +:-   | Pts |
| ----- | ------------ | -- | - | - | ----- | --- |
| 1     | EC VSV       | 4  | 3 | 1 | 25:14 | 6   |
| 2     | ATSE Graz    | 4  | 2 | 2 | 16:13 | 4   |
| 3     | EV Innsbruck | 4  | 1 | 3 | 10:24 | 2   |

### Phase finale
|  | Demi-finales  | Demi-finales |        |   | Finale | Finale |
|  | Demi-finales  | Demi-finales |        |   | Finale | Finale |
|  |               |              |        |   |        |        |
|  |               |              |        |   |        |        |
|  |               |              |        |   |        |        |
|  | EC VSV        | 3            |        |   |        |        |
|  | EC VSV        | 3            |        |   |        |        |
|  | VEU Feldkirch | 0            |        |   |        |        |
|  | VEU Feldkirch | 0            | EC VSV | 1 |        |        |
|  |               |              | EC VSV | 1 |        |        |
|  |               | EC KAC       | 3      |   |        |        |
|  | EC KAC        | EC KAC       | 3      | 3 |        |        |
|  | EC KAC        |              |        | 3 |        |        |
|  | Wiener EV     | 1            |        |   |        |        |
|  | Wiener EV     | 1            |        |   |        |        |

### Demi-finales
| Série                         | Score | Match 1 | Match 2 | Match 3 | Match 4 |
| ----------------------------- | ----- | ------- | ------- | ------- | ------- |
| EC KAC (5) - Wiener EV (3)    | 3:1   | 6:4     | 4:5     | 3:2     | 6:3     |
| VEU Feldkirch(4) - EC VSV (2) | 0:3   | 2:4     | 3:4     | 5:9     |         |

### Finale
| Série                   | Score | Match 1  | Match 2 | Match 3 | Match 4 |
| ----------------------- | ----- | -------- | ------- | ------- | ------- |
| EC VSV (2) - EC KAC (5) | 1:3   | 5:6 a.p. | 3:7     | 3:0     | 3:4     |

## Effectif vainqueur
| Champions d'Autriche EC KAC | Gardiens de but : Robert Mack, Michael Puschacher, Michael Suttnig Défenseurs : James Burton, Peter Dilsky, Peter Kasper, Martin Krainz, Gert Possarnig, Erich Solderer, Johann Sulzer Attaquants : Thomas Cijan, Alexander Czechner, Gary Emmons, Iiro Järvi, Dieter Kalt sen., Helmut Karel, Helmut Koren, Günther Koren, Kraig Nienhuis, Patrick Pilloni, Andreas Pusnik, Mario Schaden, Ewald Seebacher Entraîneur : Herbert Pöck |